# Miklič
Miklič je priimek več znanih Slovencev:
- Barbara Miklič Türk (*1948), žena predsednika republike Danila Türka
- Blaž Miklič (+ 1996), slovenski gledališčnik in režiser v Argentini
- Bogdan Miklič, romski novinar in aktivist
- Ciril Miklič (1915-2001), klasični filolog, gimn. prof.
- Danica Miklič Škrabar (1924-1973), zdravnica epidemiologinja
- Franc Miklič (1866-1947), ljubljanski hotelir, lastnik hotela Miklič / Metropol
- Gregor Miklič (1942-2007), sindikalist in politik
- Janez Miklič (1926-2010), baletni plesalec
- Jože Miklič (1922- ?), partizan, obveščevalec
- Marinka M. Miklič, pisateljica ?
- Marjan Miklič - "Miki" (1931-2010), gostinec (PEN klub)
- Matko Miklič (1889-1973), inž. geodezije, pred. za geodetsko risanje na TF v Ljubljani 1921-27
- Mirko (Bogomir) Miklič (*1965), teolog, strokovnjak za Kocbeka (= ultramaratonec?)
- Nevenka Miklič Perne (*1982), akad. slikarka, pesnica
- Neža Miklič, kriminalistka
- Peter Miklič, župan občine Tržič
- Tjaša Miklič (*1947), jezikoslovka romanistka - italijanistka, univ. profesorica
- Zvonko Miklič (? - 1989), agronom?, direktor Kmetijskega inštituta Slovenije...